# Argyrolobium sankeyi
Argyrolobium sankeyi är en ärtväxtart som beskrevs av Dummer. Argyrolobium sankeyi ingår i släktet Argyrolobium och familjen ärtväxter. Inga underarter finns listade i Catalogue of Life.